# Akutan, Alaska
Akutan, Alaska (енгл. Akutan) град је у америчкој савезној држави Аљаска.

## Демографија
По попису из 2010. године број становника је 1.027, што је 314 (44,0%) становника више него 2000. године.
| Група             | 2000.       | 2010.       |
| Белци             | 152 (21,3%) | 94 (9,2%)   |
| Афроамериканци    | 15 (2,1%)   | 184 (17,9%) |
| Азијати           | 275 (38,6%) | 445 (43,3%) |
| Хиспаноамериканци | 148 (20,8%) | 214 (20,8%) |
| Укупно            | 713         | 1.027       |